# Richard Meier
Richard Meier (* 12. října 1934, Newark) je americký architekt patřící do skupiny zvané „New York Five“.

## Životopis
V letech 1953–1957 studoval architekturu na Cornellově Univerzitě v Ithace ve státě New York. Od roku 1958 pracoval v New Yorku nejdříve pro Skidmore, Owings and Merrill, potom na tři roky s Marcelem Breuerem a v roce 1963 si otevřel vlastní ateliér.
Jeho prvním kompletním samostatným projektem byl rodinný dům pro jeho rodiče v Essex Fells v New Jersey. V roce 1970 získal první velkou veřejnou zakázku – rozvoj v území centra Bronxu v New Yorku.
Před světem se zviditelnil v roce 1972, když vyšla knižní publikace FIVE ARCHITECTS popisující práci a projekty skupiny architektů: Richarda Meiera, Petera Eisenmana, Johna Hejduka, Michaela Gravese a Charlese Gwathmeyho. Roku 1975 přednášel na Univerzitě v Yale, začal pracovat na Atheneum, New Harmony v Indianě.
V roce 1984 byla Meierovi udělena Pritzkerova cena. V tomtéž roce získal prestižní zakázku – navrhnout Getty Centre v kaliforniském Los Angeles, v hodnotě 1 miliardy amerických dolarů.

## Charakter tvorby
Meierova raná tvorba je charakteristická kubistickou kompozicí a komplexem vertikálních sekcí, používá jemnější formy a materiály. V své kompozici se soustřeďuje na hlavní hmotu, ke které přidává a odebírá geometrické části hmoty. V pozdější tvorbě pracuje s více hmotami, které se přetínají a prolínají do jedné komplexní skladby.
Hlavním znakem Meierových staveb je jejich bílá barva. Jeho bílá není nikdy bílá, je subjektem konstantní změny skrz síly přírody: oblohu, počasí, vegetaci, oblaky a samozřejmě světlo. Zřetelně vytváří hmotu budov, založenou na těch samých navrhovacích konceptech a udržuje si vlastní designérskou filozofii. Jak sám hovoří: „Mým přáním je vytvořit určitý prostorový lyrismus v rámci zásady čisté formy“. Obvykle používá neo-corbusierovské tvary se smaltovanými panely vloženými do mřížky a velkými plochami skla, které ladí s lineárními rampami a zábradlími. Všechny prvky, i kontrastní tvary, kompozice harmonicky slučuje v celek a utváří jasné proporce. Tři nejdůležitější prvky jeho díla jsou světlo, barva a místo. O bílé barvě tvrdí: „Bílá je pro mě nejkrásnější barva, protože se v ní dají poznat všechny barvy duhy... Bílá byla vždy symbolem dokonalosti, čistoty, jasnosti... Na bílém povrchu se dá nejlépe pochopit hra světla a stínu, ploch a zářezů“. Bílou barvu zdůrazňuje optický vjem v architektuře a zesiluje moc vizuálních forem.
Hlavní myšlenka, na kterou se Richard Meier zaměřuje (jak ji sám nazval): „Místovost“... „Je to, co dělá prostor místem“. Bílou barvou dobře odděluje budovu od místa, kde se nachází, zdůrazňuje přítomnost budovy jako nezávislého předmětu.

## Nejznámější projekty

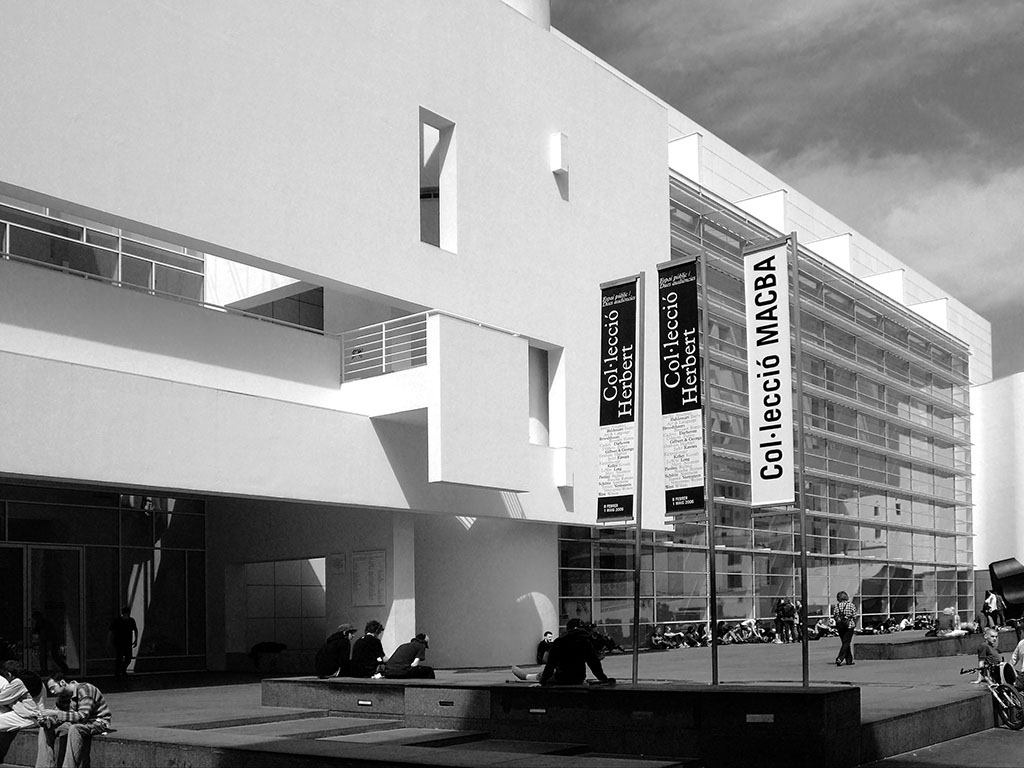
Barcelonské muzeum současného umění

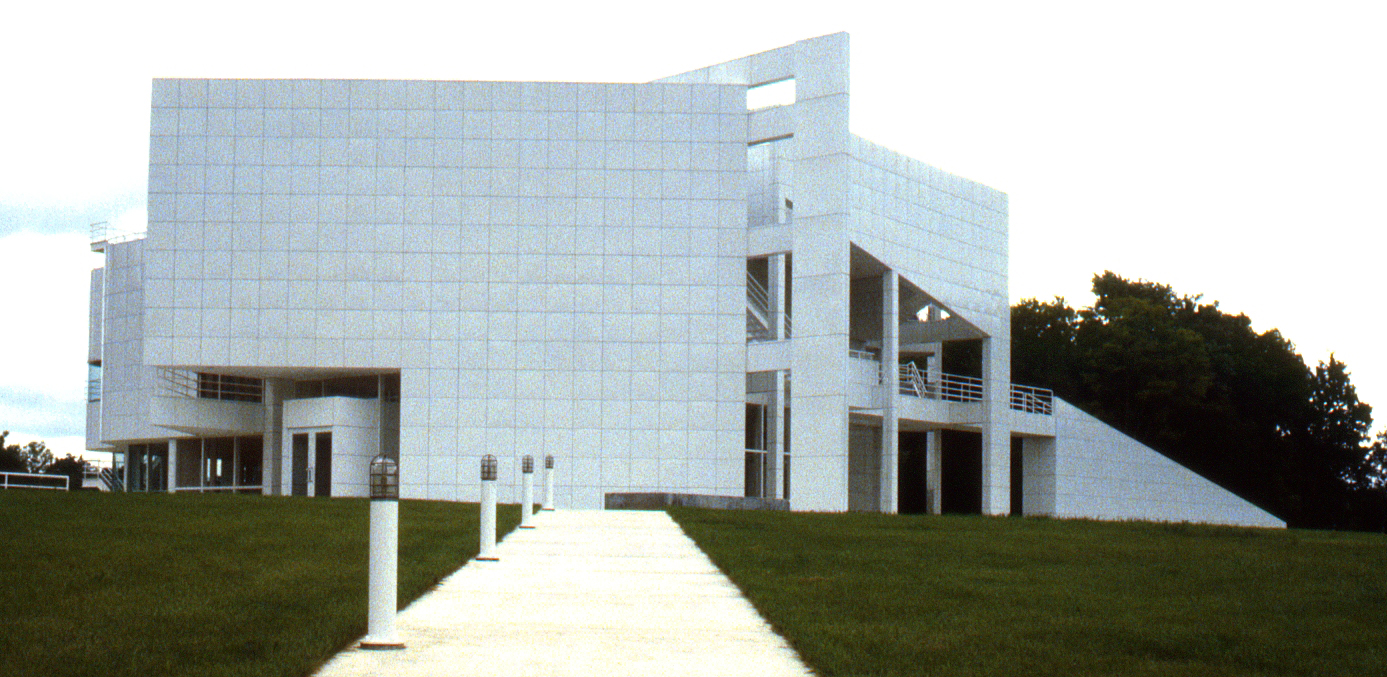
New Harmony's Atheneum, Indiana, Spojené státy americké

Všechny tyto projekty získaly národní ocenění od Amerického institutu architektů (AIA):
- Umělecké muzeum Highových, Atlanta, USA
- Muzeum užitého umění, Frankfurt nad Mohanem, Německo
- budova televize Canal+ v Paříži
- Hartfordský seminář, škola v Connecticutu, USA
- New Harmony's Atheneum, Nová Harmonie, USA
- Indiana a Bronx Developmental Center, New York, USA

## Ocenění
- 1972 – American Academy and Institute of Arts and Letters, Arnold Brunner Prize in Architecture
- 1980 – American Institute of Architects, New York Chapter Medal of Honor
- 1984 – Pritzker Architecture Prize
- 1988 – Royal Institute of British Architects, Royal Gold Medal
- 1991 – Guild Hall Lifetime Achievement Award for Visual Arts
- 1992 – Ministerstvo kultury Francie „Commandeur“, l'Ordre des Arts et des Lettres
- 1995 – American Academy of Arts and Sciences, Fellowship
- 1997 – Praemium Imperiale
- 1997 – American Institute of Architects, Gold Medal
- 1998 – American Institute of Architects Los Angeles Chapter Gold Medal
- 2000 – El Gobierno del Distrito Federal „Huesped Distinguido de la Ciudad de Mexico“
- 2000 – American Institute of Architects Twenty-Five Year Award for Smith House

## Realizace a projekty

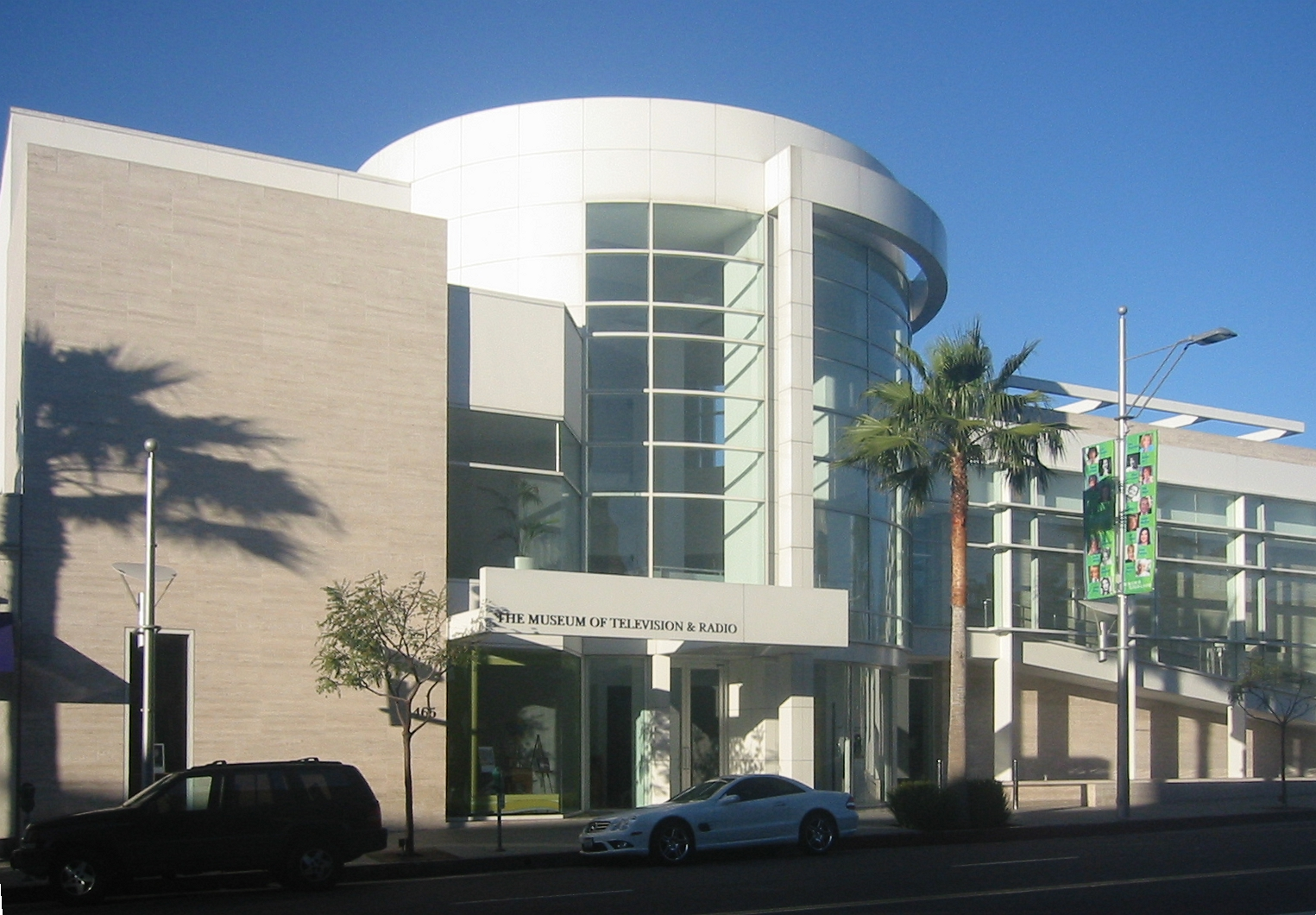
Museum of Television and Radio, Beverly Hills, Kalifornie

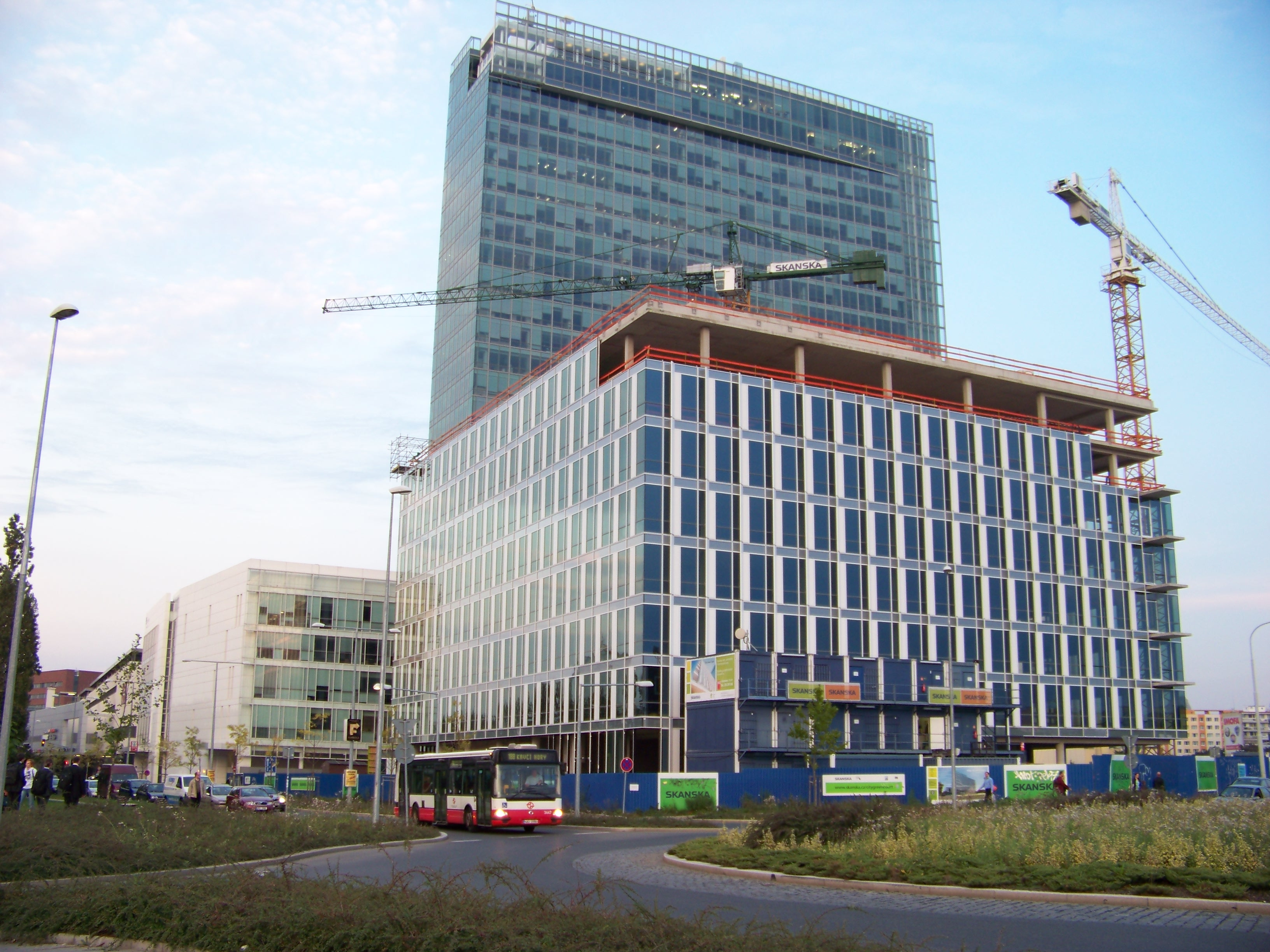
City Green Court a za ním City Tower, dvě pražské stavby Richarda Meiera.

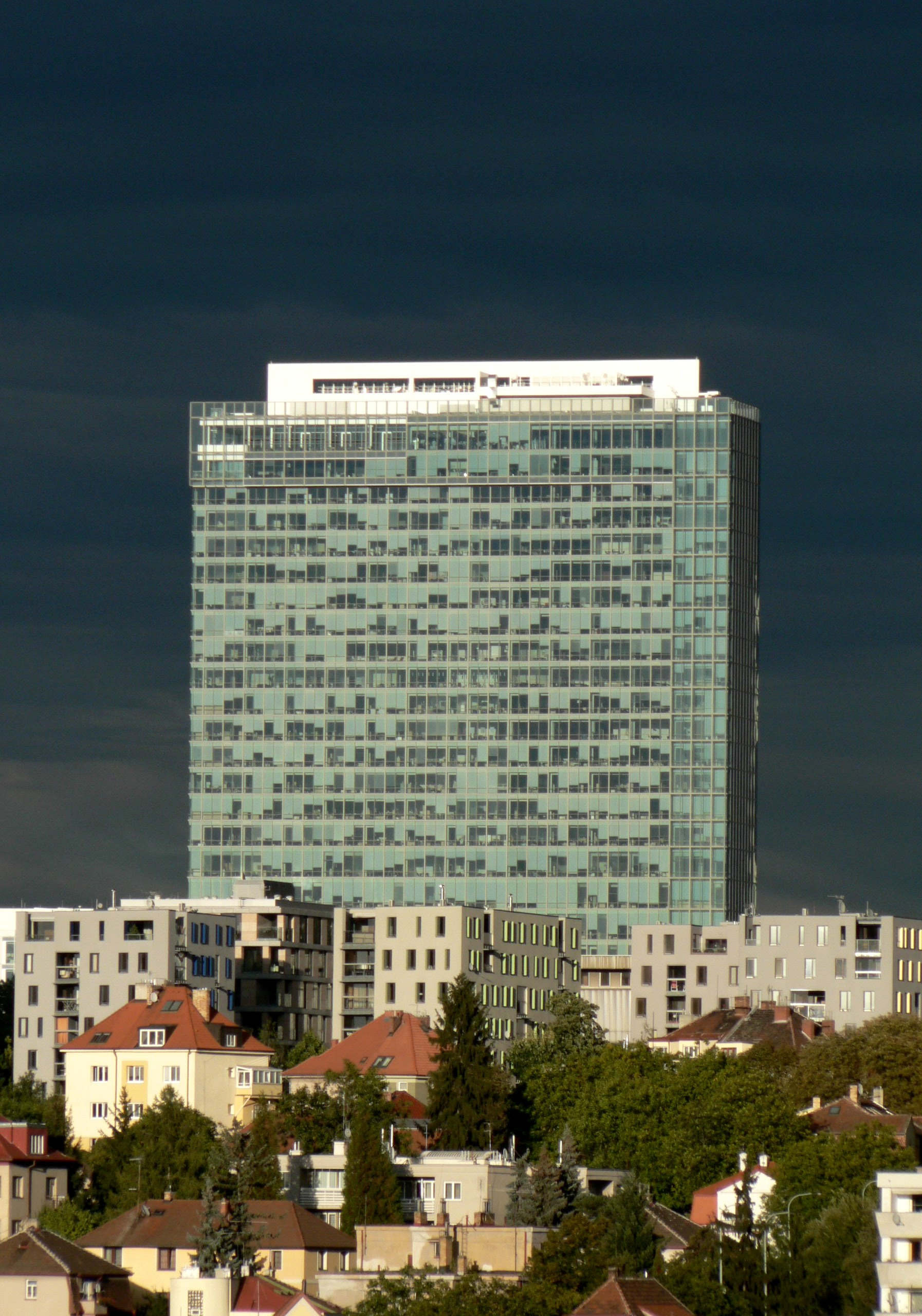
Meier spolu s Václavem Aulickým navrhoval rekonstrukci pražské City Tower v roce 2010

- Lambert House, Fire Island, New York, 1961–62
- Meier House (dům rodičů), Essex Fells, New Jersey, 1963–65
- Monumental Fountain Competition, Benjamin Franklin Parkway, Filadelfie, Pensylvánie, 1964 (společně s Frankem Stellem)
- Renfield House, Chester, New Jersey, 1964–66
- Hoffman House, East Hampton, New York, 1966–67
- Smith House, Darten, Connecticut, 1965–67
- Hoffman house, Hampton, New York, USA 1967
- Bronx Developmental Center, New York, New York, 1970–77
- Douglas House, Harbor Springs, Michigan, 1971–73
- The Atheneum, New Harmony, Indiana, 1975–79
- Hartford Siminary, Hartford, Connecticut, 1978–81
- Muzeum uměleckých řemesel, Frankfurt n. Mohanem, SRN, 1979–85
- Giovannitti House, Pittsburgh, Pensylvánie, 1979–83
- High Museum of Art, Atlanta, Georgie, 1980–83
- Giovannitti House, Pittsburgh, Pensylvánie, USA 1983
- Des Moines Art Center Addition, Des Moines, Iowa, 1982–84
- Ackerberg House, Malibu, Kalifornie, 1984–86

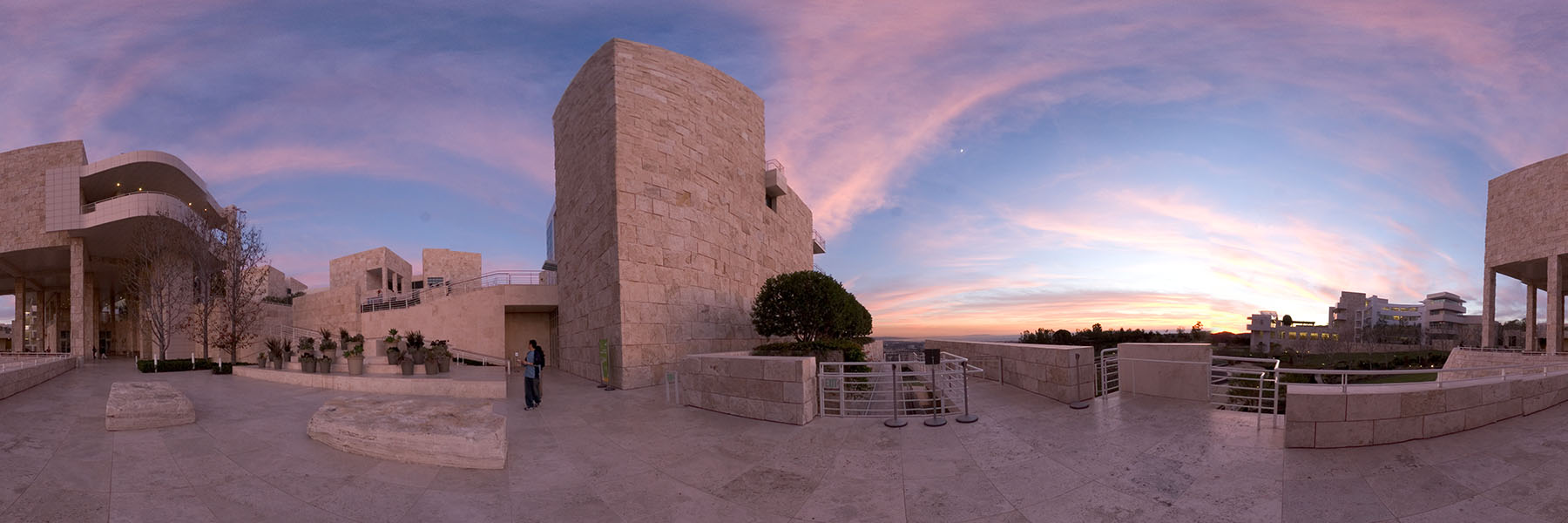
Muzeum J. Paula Gettyho v Los Angeles

- Westchester House, Westchester County, New York, 1984–86
- Bridgeport Center, Bridgeport, Connecticut, 1984–89
- Grotta House, Harding Township, New Jersey, 1985–89
- Madison Square Garden Site Redevelopment, New York, 1987 – soutěžní projekt
- Royal Dutch Paper Mills headquarters, Hilversum, Nizozemsko, 1987–92
- Městská radnice a knihovna, Haag, Nizozemsko, 1995–96
- Weishaupt Forum, Schwendi, SRN, 1988–92
- CANAL+ heaquarters, Paříž, Francie, 1988–92
- Exhibition and assembly building, Ulm, SRN, 1986–93
- Daimler-Benz Research Center, Ulm, SRN, 1989–93
- National Library of France, Paříž, Francie, 1989 – soutěžní projekt
- Sextus-Mirabeau Master Plan, Aix-en-Provence, Francie, 1990 – soutěžní projekt
- Hypolux Bank Building, Luxemburg, Lucembursko, 1990–93
- Museum of Ethnology, Frankfurt/Main, SRN, 1989 – soutěžní projekt
- Siemens Facility, Mnichov, Německo 1985–95
- Museum of Contemporary Art, Barcelona, Španělsko, 1987–95
- Swissair North American Headquarters, Melville, New York, 1990–95
- Museum of Television & Radio, Los Angeles, Kalifornie, 1994–96
- Muzeum J. Paula Gettyho, Los Angeles, Kalifornie, 1984–97
- Swiss Volksbank, Basilej, Švýcarsko, 1990
- Grange Road Medical Center, Singapur, 1990-
- Federal Building and United States Courthouse, Islip, New York, 1993
- Rachofsky house, Dallas, Texas, USA, 1995
- Sagaponack, Long Island, USA, 2001
- 173/176 Perry Street, New York, USA 2002
- Jubilejní kostel Boha Otce Milosrdného, Řím, Itálie 2003
- Ara Pacis Museum, Řím, Itálie 2006
- Hans Arp Museum, Bahnhof Rolandsdeck, nr Cologne, Německo 2007
- City Tower, Praha, Česko, 2005 (rekonstrukce)
- City Green Court, Praha, Česko, 2010